# Dragan Mihajlović
Dragan Mihajlović, född 22 augusti 1991, är en schweizisk fotbollsspelare som spelar för Bellinzona.

## Karriär
Den 23 juni 2019 värvades Mihajlović av APOEL, där han skrev på ett tvåårskontrakt. Den 12 februari 2021 värvades Mihajlović av bulgariska Levski Sofia, där han skrev på ett halvårskontrakt. I september 2021 skrev han på ett nytt kontrakt med Levski Sofia.
I augusti 2022 blev Mihajlović klar för en återkomst i Bellinzona, där han skrev på ett tvåårskontrakt.